# Eungai Creek
Eungai Creek är en ort i Australien. Den ligger i kommunen Nambucca Shire och delstaten New South Wales, i den sydöstra delen av landet, omkring 370 kilometer nordost om delstatshuvudstaden Sydney. Orten hade 397 invånare år 2021.
Närmaste större samhälle är Macksville, omkring 14 kilometer norr om Eungai Creek. 